# Cristián Luis de Waldeck
El Conde Cristián Luis de Waldeck (29 de julio de 1635, Waldeck - 12 de diciembre de 1706, Bad Arolsen) fue desde 1645 Conde de Waldeck-Wildungen y desde 1692 Conde de Waldeck-Pyrmont.

## Biografía
Era el hijo mayor del Conde Felipe VII de Waldeck-Wildungen (1613-1645) y su esposa Ana Catalina de Sayn-Wittgenstein (1610-1690) y es el ancestro de todos los príncipes y condes de Waldeck vivos. La casa principesca de Arolsen proviene de su primer matrimonio, mientras que la línea de Waldeck-Bergheim, que reside en Bergheim, en las cercanías de Bad Wildungen y se extinguió en línea masculina en 1966, proviene de su segundo matrimonio por vía de su hijo Josías I.
Después de la muerte de su padre en 1646 Cristián Luis heredó el condado de Waldeck-Wildungen. Su educación y la regencia hasta 1660 estuvieron en manos de su madre y el Conde Enrique Wolrad, un primo de su padre. Cristián Luis más tarde residió principalmente en el Castillo de Christiansburg, que hubo construido en Kleinern, cerca de Wildungen.
El 12 de junio de 1685, cerró un tratado de herencia con su primo, el Conde Jorge Federico de Waldeck-Eisenberg, que introdujo la primogenitura en la casa de Waldeck. Cuando Jorge Federico murió en 1692, Cristián Luis heredó Waldeck-Eisenberg, de este modo reunificando Waldeck en unas únicas manos por primera vez desde 1397. Con Waldeck-Eisenberg, también heredó el Condado de Pyrmont. En 1695, trasladó su residencia a Bad Arolsen y en 1696, trasladó la Cancillería del condado de Korbach a Mengeringhausen.
Cristián heredó una reclamación sobre una porción del Condado de Rappoltstein en Alsacia de su esposa. No pudo hacer efectiva esta reclamación, pero sin embargo añadió las armas de Rappoltstein a su escudo de armas y él y sus sucesores añadieron el título de "Conde de Rappoltstein" a sus títulos.
Cristián Luis fue un soldado de éxito y alcanzó el rango de Mariscal de Campo.
Durante su reinado, se llevaron a término cazas de brujas en Wildungen de 1650 a 1664, y entre 1660 y 1662. Cazas de brujas habían tenido lugar antes en Waldeck, entre 1629 y 1632 bajo el reinado del Conde Cristián I.

## Matrimonio e hijos
Cristián Luis contrajo matrimonio el 2 de julio de 1658 con Ana Isabel de Rappoltstein (7 de marzo de 1644 - 6 de diciembre de 1676). Con ella tuvo los siguientes hijos:
- Carlota Isabel (8 de octubre de 1659 - 22 de marzo de 1660)
- Isabel Dorotea (6 de julio de 1661 - 23 de julio de 1702, Brake), desposó el 17 de diciembre de 1691 a Rodolfo de Lippe-Brake
- Jorge Federico (21 de junio de 1663 - 28 de abril de 1686)
- Enrique Wolrad (2 de abril de 1665 - 8 de septiembre de 1688, Negroponte)
- Carlota Sofía (18 de enero de 1667 - 6 de septiembre de 1723, Glaucha), desposó en 1707 a Johann Junker (3 de junio de 1680 - 25 de octubre de 1759, Halle)
- Alejandrina Enriqueta (17 de julio de 1668 - 10 de septiembre de 1668)
- Cristiana Magdalena (30 de junio de 1669 - 18 de marzo de 1699, Hildburghausen), abadesa de la Abadía de Schaaken
- Leonor Catalina (5 de agosto de 1670 - 12 de septiembre de 1717, Minden).
- Eberardina Luisa (9 de agosto de 1671 - 19 de septiembre de 1725)
- Federico Carlo Luis (18 de julio de 1672 - 30 de marzo de 1694, Hellevoetsluis)
- Felipe Ernesto (26 de agosto de 1673 - 27 de junio de 1695)
- Carlos (m: 1674)
- Augusto Guillermo (5 de septiembre de 1675 - 20 de agosto de 1676)
- Federico Antonio Ulrico (27 de noviembre de 1676 - 1 de enero de 1728), desposó en 1700 a la Condesa Palatina Luisa de Zweibrücken-Birkenfeld (1678-1753), hija del Conde Palatino Cristián II de Zweibrücken-Birkenfeld
- María Enriqueta (27 de noviembre de 1676 - 8 de julio de 1678)

El 6 de junio de 1680 en Niza, contrajo matrimonio con Johannette de Nassau-Idstein (1657-1733), hija del Conde Juan de Nassau-Idstein (1603–1677). Con ella tuvo los siguientes hijos:
- Ernesto Augusto (11 de octubre de 1681 - 15 de noviembre de 1703, cayó en la Batalla de Speyerbach)
- Enrique Jorge (24 de mayo de 1683 - 3 de agosto de 1736, Wildungen), desposó el 8 de diciembre de 1712 con Ulrica Leonor (3 de abril de 1689 - 6 de octubre de 1760, Bergheim), hija de Federico Cristóbal de Dohna-Carwinden (7 de enero de 1664 - 20 de julio de 1727)
- Cristina Leonor Luisa (11 de abril de 1685 - 8 de febrero de 1737, Selbach), abadesa de Schaaken
- Sofía Guillermina (6 de junio de 1686 - 23 de agosto de 1749), abadesa de Schaaken
- Carlos Cristián Luis (25 de diciembre de 1687 - 16 de septiembre de 1734, Quingentole (Italia))
- Josías (29 de agosto de 1689 - 7 de noviembre de 1693)
- Juan Wolrad (20 de mayo de 1691 - 22 de julio de 1691)
- Enriqueta Albertina (26 de enero de 1695 - 7 de diciembre de 1699, Arolsen)
- Josías I (20 de agosto de 1696 - 2 de febrero de 1763), desposó en enero de 1725 a Dorotea Sofía (1698–1774), hija de Luis Enrique de Solms-Rödelheim y Assenheim.
- Carlota Florentina (10 de octubre de 1697 - 6 de mayo de 1777, Fritzlar), abadesa de Schaaken
- Federico Guillermo (24 de mayo de 1699 - 9 de enero de 1718)